# Mionectes striaticollis
Mionectes striaticollis là một loài chim trong họ Tyrannidae.